# تور لارسن
تور لارسن (نروژی: Thor Larsen; ۲۰ ژوئیهٔ ۱۸۸۶ – ۳ سپتامبر ۱۹۷۰) ژیمناست هنری اهل نروژ بود.